# Кампос, Хорхе Луис
Хорхе Луис Кампос Веласкес (исп. Jorge Luis Campos Velázquez; 11 августа 1970, Асунсьон) — парагвайский футболист, выступавший на позиции полузащитника. Участник чемпионатов мира 1998 и 2002 годов в составе сборной Парагвая.

## Клубная карьера
Кампос начал свою карьеру в «Олимпии». В 1990 году он дебютировал за клуб в парагвайской Примере. В своём дебютном сезоне он выиграл Кубок Либертадорес и Суперкубок Либертадорес. Во втором сезоне Хорхе вновь добрался с командой до финала Кубка Либертадорес, но его клуб уступил, утешением стала победа в Рекопе Южной Америки. В 1993 году Кампос в составе «Олимпии» выиграл чемпионат Парагвая, этот успех он повторил в 1995 и 1997 годах.
В 1997 году Хорхе покинул Парагвай и перешёл в китайский «Бэйцзин Гоань». За полтора года в Китае он завоевал Кубок Китая и был удостоен звания Футболиста Года в Китае. Во второй половине 1998 года Кампос выступал за мексиканский «Крус Асуль». В 1999 году он вернулся на родину, где заключил контракт с «Серро Портеньо». В 2001 году он в четвёртый раз стал чемпионом страны.
В начале 2002 года Кампос перешёл в чилийский «Универсидад Католика», в составе которого выиграл Аперутру 2002. После того, как в 2003 году Хорхе покинул Чили, он выступал за аргентинский «Кильмес», а также парагвайские «Либертад», «Насьональ» и «Спортиво Лукеньо», где и завершил свою карьеру в 2006 году.

## Международная карьера
В 1992 году в составе олимпийской сборной Парагвая Хорхе принял участие в Олимпийских играх в Барселоне. В матче 1/4 финала против сборной Ганы Кампос забил гол.
14 мая 1995 года в мачте против сборной Боливии он дебютировал в сборной Парагвая. В том же году он поехал с национальной командой на Кубке Америки. 22 июня в матче против сборной Новой Зеландии Хорхе забил свой первый мяч за национальную команду. В 1998 году Кампос был включён в заявку на участие в Чемпионате Мира во Франции. На турнире он принял участие в против сборных Испании, Нигерии и Франции.
Через четыре года Хорхе во второй раз поехал на первенство планеты. На полях Японии и Южной Кореи он сыграл четыре матча, против сборных ЮАР, Испании, Словении и Германии и забил 1 мяч в поединке со словенской национальной командой.

### Голы за сборную Парагвая
| №  | Дата            | Место                                       | Противник      | Результат | Соревнование                                                 |
| -- | --------------- | ------------------------------------------- | -------------- | --------- | ------------------------------------------------------------ |
| 1. | 22 июня 1995    | Национальный стадион (Чили), Сантьяго, Чили | Новая Зеландия | 3:2       | Copa Centenario                                              |
| 2. | 22 июня 1995    | Национальный стадион, Сантьяго, Чили        | Новая Зеландия | 3:2       | Copa Centenario                                              |
| 3. | 1 июня 1998     | Филипс (стадион), Эйндховен, Нидерланды     | Нидерланды     | 5:1       | Товарищеский матч                                            |
| 4. | 18 июля 2000    | Дефенсорес дель Чако, Асунсьон, Парагвай    | Бразилия       | 2:1       | Чемпионат мира по футболу 2002 (отборочный турнир, КОНМЕБОЛ) |
| 5. | 12 июня 2002    | Джейю, Согвипхо, Южная Корея                | Словения       | 3:1       | Чемпионат мира по футболу 2002                               |
| 6. | 20 августа 2003 | Стадион Ромеля Фернадеса, Панама, Панама    | Панама         | 2:1       | Товарищеский матч                                            |

## Достижения
Командные
 «Олимпия Асунсьон»
- Чемпионат Парагвая по футболу — 1993
- Чемпионат Парагвая по футболу — 1995
- Чемпионат Парагвая по футболу — 1997
- Обладатель Кубка Либертадорес — 1990
- Обладатель Суперкубка Либертадорес — 1990

 «Бэйцзин Гоань»
- Обладатель Кубка Китая —— 1997

 «Серро Портеньо»
- Чемпионат Парагвая по футболу — 2001

 «Универсидад Католика»
- Чемпионат Чили по футболу — Апертура 2002

Индивидуальные
- Футболист года в Китае — 1997